# Trematodon papuensis
Trematodon papuensis là một loài rêu trong họ Bruchiaceae. Loài này được D.H. Norris & T.J. Kop. mô tả khoa học đầu tiên năm 1990.